# Isostasia

Schema che illustra il principio di compensazione isostatica. Sono rappresentati segmenti di litosfera terrestre di spessore crescente (dalla più spessa crosta continentale, in corrispondenza delle catene montuose più elevate [1] e di catene montuose minori [2], alla crosta continentale "normale" [3], fino alla sottile crosta oceanica [4]). Sono riportati i valori di spessore e densità dei vari blocchi.

In geologia, l'isostasia è un fenomeno di equilibrio gravitazionale che si verifica sulla Terra tra la crosta e il sottostante mantello litosferico. 
Il principio dell'isostasia afferma che per ciascuna colonna di materiale deve esserci la stessa massa per unità di area tra la superficie ed una certa profondità di compensazione.

## Descrizione
La denominazione di  isostasia venne coniata dal geologo statunitense  Clarence Dutton verso la fine del XIX secolo. È paragonabile al fenomeno di galleggiamento descritto dal principio di Archimede, infatti, come un cubetto di legno galleggia sull'acqua e a dipendenza del suo peso e densità sporge più o meno da essa, una massa rocciosa galleggia sul mantello sottostante e sporge più o meno evidentemente. Ogni variazione di massa di questi corpi rocciosi provoca uno spostamento verticale degli stessi, fino al conseguimento di un nuovo equilibrio. Questi movimenti sono detti aggiustamenti isostatici, ma siccome i blocchi si modificano di continuo, un equilibrio isostatico definitivo non sarà mai raggiunto. 
Questo processo si verifica nella litosfera, dove sono presenti la crosta che ha una densità media di 2,7 o 3 g/cm3 che galleggia sul mantello, e più in particolare sull'astenosfera, avente una densità superiore, che si aggira intorno ai 5 g/cm3, che ha un comportamento plastico.
Ad esempio l'isostasia si verifica quando, durante l'orogenesi, lo spessore delle rocce della crosta aumenta oppure durante i periodi glaciali quando aumenta lo spessore della calotta glaciale che poggia sopra la crosta terrestre alle alte latitudini. Questo comporta un aumento di peso e quindi le rocce sprofondano nell'astenosfera. La parte sprofondata, detta radice,  per stabilire un nuovo equilibrio con l'astenosfera, compirà una serie di movimenti isostatici. Questo si verifica perché l'astenosfera risponde con un comportamento plastico alla forza intensa e costante esercitata dalla soprastante radice.